# Nomada coloradella
Nomada coloradella är en biart som beskrevs av Cockerell 1905. Nomada coloradella ingår i släktet gökbin, och familjen långtungebin. Inga underarter finns listade i Catalogue of Life.